# Hrabstwo Shelby (Teksas)

Piramida wieku hrabstwa

Hrabstwo Shelby – rolnicze hrabstwo w USA, w stanie Teksas. Utworzone w 1836 r. Siedzibą hrabstwa jest miasto Center. Wschodnią granicę hrabstwa wytyczają rzeka Sabine i zbiornik Toledo Bend Reservoir. Obejmuje ponad jedną trzecią powierzchni (95,4 tys. akrów) narodowego lasu Sabine. 
Blisko 5% (105 km²) powierzchni hrabstwa to woda. 

## Gospodarka
W 2022 roku z liczbą ok. 20 mln ptaków, hrabstwo Shelby jest wiodącym producentem drobiu w Teksasie (2. miejsce) i w Stanach Zjednoczonych (11.miejsce). Pewne znaczenie odgrywają także:
- uprawa drzewek świątecznych (25. miejsce w stanie)[3],
- produkcja gazu ziemnego (34. miejsce)[4].
- hodowla bydła (43,7 tys. – 2022) i trzody chlewnej[3],
- uprawa siana, warzyw, brzoskwiń i arbuzów[3][5][6],
- przemysł mleczny[3].

62% areału gospodarstw zajmują pastwiska, 14% uprawy i 20% to obszary leśne.

## Sąsiednie hrabstwa
- Hrabstwo Panola (północ)
- Parafia De Soto, Luizjana (północny wschód)
- Parafia Sabine, Luizjana (wschód)
- Hrabstwo Sabine (południe)
- Hrabstwo San Augustine (południe)
- Hrabstwo Nacogdoches (południowy zachód)
- Hrabstwo Rusk (północny zachód)

## Miasta
- Center
- Huxley
- Joaquin
- Tenaha
- Timpson

## Demografia
Według danych pięcioletnich z 2023 roku, mieszkańcy deklarowali głównie pochodzenie meksykańskie (18,9%), „amerykańskie” (17,9%), afroamerykańskie (15,6%), angielskie (8,1%), irlandzkie (7,8%) i niemieckie (6,5%).

## Religia

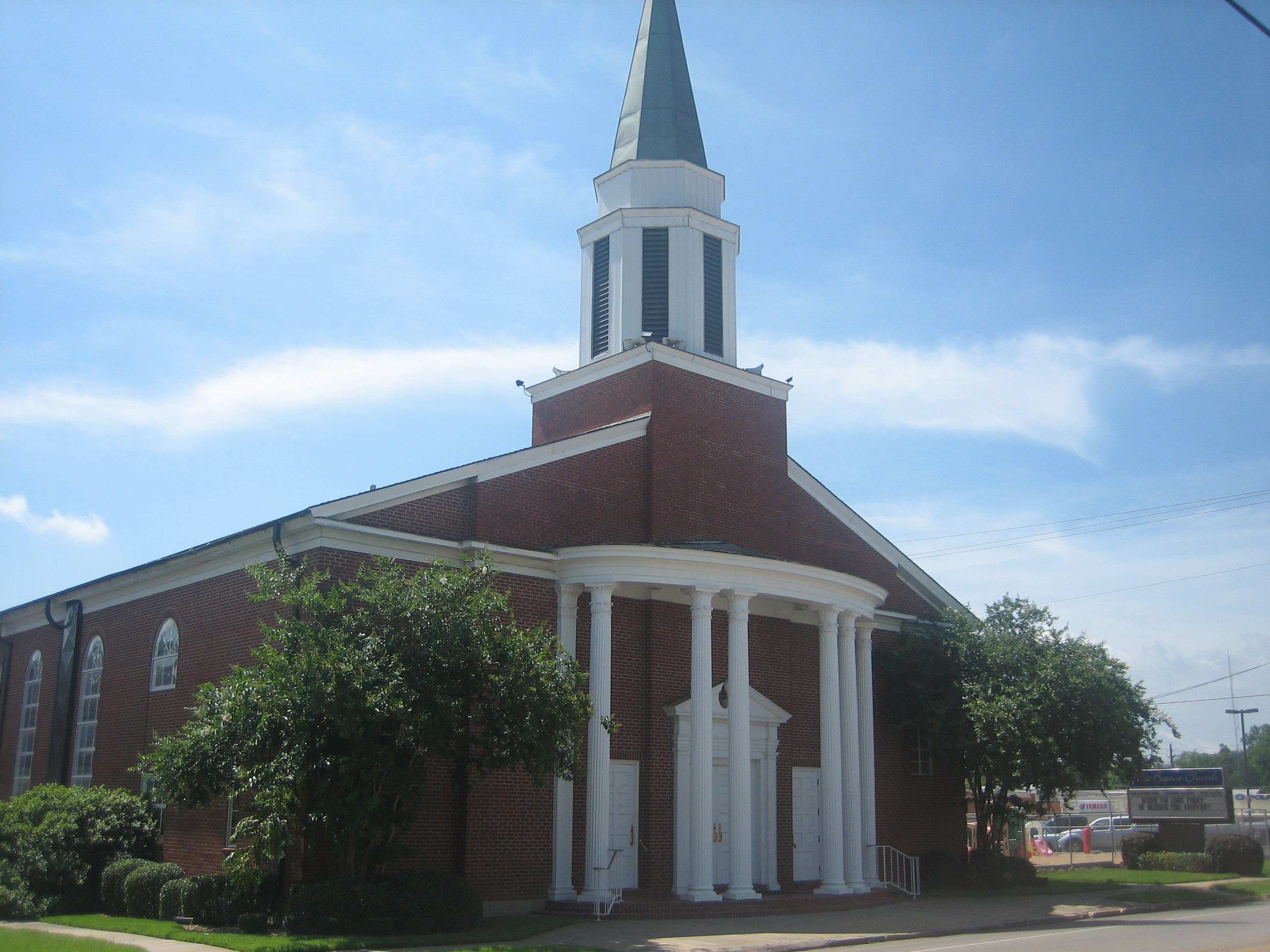
Pierwszy Kościół Baptystów w Center

Do największych ugrupowań w hrabstwie Shelby, należą (2020):
- Południowa Konwencja Baptystów – 6328 członków w 17 zborach,
- Narodowa Misyjna Konwencja Baptystyczna Ameryki – 1624 członków w 8 zborach,
- Zjednoczony Kościół Metodystyczny – 919 członków w 10 kościołach,
- Kościoły Chrystusowe – 794 członków w 11 zborach,
- Amerykańskie Stowarzyszenie Baptystów – 790 członków w 6 zborach,
- Kościół katolicki – 659 członków w 2 parafiach,
- Kościoły zielonoświątkowe – 13 zborów.